# Eduardo Texeira Lima
Eduardo Texeira Lima (Serra Dourada, 31 de octubre de 1944-São Paulo, 25 de agosto de 2020) fue un exfutbolista brasileño. Jugaba como delantero. Además de jugar en su país "Maravilla Lima" pasó por el fútbol de Colombia, Argentina y Chile.

## Carrera deportiva
Comenzó su carrera en 1960 jugando para el Corinthians. Jugó para el club hasta 1964. En 1965 se fue a Colombia para formar parte del Millonarios FC, en donde jugó hasta el año 1966 y lograría 45 anotaciones. En ese año se pasó al Junior de Barranquilla. 
En 1968 se fue a la Argentina para jugar en Boca Juniors. En 1969 regresó a Brasil para volver a integrarse al Corinthians, en donde estuvo hasta el año 1970. En 1970 ese año se pasó al Cruzeiro, en donde se mantuvo jugando hasta el año 1974. En ese año se fue al Náutico, estando ahí hasta 1975. En 1976 se fue al Recife. 
En 1977, Texeira se fue hacia Chile, para convertirse en refuerzo de Santiago Morning. Jugó para ese club chileno hasta 1979. En 1980 se fue al O'Higgins, también del fútbol chileno, en donde terminó su carrera como jugador en el año 1982.

## Clubes
| Club                   | País      | Año         |
| ---------------------- | --------- | ----------- |
| Corinthians            | Brasil    | 1960 - 1964 |
| Millonarios            | Colombia  | 1965 - 1966 |
| Junior de Barranquilla | Colombia  | 1967        |
| Boca Juniors           | Argentina | 1968        |
| Millonarios            | Colombia  | 1969        |
| Corinthians            | Brasil    | 1969 - 1970 |
| Cruzeiro               | Brasil    | 1970 - 1974 |
| Náutico                | Brasil    | 1974 - 1975 |
| Sport Recife           | Brasil    | 1976        |
| Santiago Morning       | Chile     | 1977 - 1979 |
| O'Higgins              | Chile     | 1980 - 1982 |